# Neopachygaster stigma
Neopachygaster stigma är en tvåvingeart som beskrevs av Lindner 1938. Neopachygaster stigma ingår i släktet Neopachygaster och familjen vapenflugor.
Artens utbredningsområde är Kongo. Inga underarter finns listade i Catalogue of Life.